# Akwapim (Volk)
Akwapim ist ein Volk in Ghana. 
Die Akwapim gehören zur Volksgruppe der Akan, ebenso wie die verwandten Ethnien Aschanti, Fanti, Ahafo, Akwamu, Assin, Dankyira, Akim und Kwawu.
Die Akan sind insgesamt die größte Volksgruppe in Ghana.